# Primula glabra
Primula glabra là một loài thực vật có hoa trong họ Anh thảo. Loài này được Klatt miêu tả khoa học đầu tiên năm 1871.